# Lispe incerta
Lispe incerta este o specie de muște din genul Lispe, familia Muscidae. A fost descrisă pentru prima dată de Malloch în anul 1925. Conform Catalogue of Life specia Lispe incerta nu are subspecii cunoscute.